# ハロルド・ファーバーマン
ハロルド・ファーバーマン（Harold Farberman, 1929年11月2日 - 2018年11月24日）はアメリカ合衆国の指揮者・作曲家・打楽器奏者。
打楽器をジュリアード音楽学校で学び、作曲をニューイングランド音楽院やタングルウッド音楽センターでアーロン・コープランドに師事する。1951年にボストン交響楽団に、正規の最年少の楽団員として入団する。1963年にデンバー交響楽団の首席客演指揮者に迎えられ、1967年から1970年までコロラドスプリングス管弦楽団の音楽監督兼指揮者に、1971年から1979年までオークランド交響楽団（現在のオークランド・イーストベイ交響楽団）に就任した。
ファーバーマンは秘曲の録音に積極的なことで知られており、オークランド交響楽団に在任中は、スコット・ジョプリンの歌劇《トリーモニシャ（Treemonisha）》を演奏会形式で上演した。また、ロンドン交響楽団を指揮してグスタフ・マーラーの交響曲全集を、ボーンマス・シンフォニエッタを指揮してミヒャエル・ハイドンの交響曲全集を録音した。レインゴリト・グリエールの《交響曲 第3番 「イリヤ・ムーロメッツ」》を初めてカットなしで全曲録音した。
著名な門人にマリン・オールソップやレオン・ボットスタイン、ピーター・ウンジャン、伊藤玲阿奈らがいる。
作曲家としては、1973年にアカデミー長編ドキュメンタリー映画賞を受賞したドキュメンタリー『ザ・グレイト・アメリカ・カウボーイ』の映画音楽をはじめ、数々の管弦楽曲や室内楽曲を手懸けている。
エミー賞を獲得した女優リサ・クドローは、ファーバーマンの姪である。
2018年11月24日に死去。89歳没。